# Eerste Klasse schaken
De Eerste Klasse is de op een na hoogste schaakcompetitie voor schaakverenigingen in Nederland. De Eerste Klasse bestaat uit twee divisies, de Eerste Klasse A en de Eerste Klasse B van ieder 10 teams. In beide divisies wordt er een halve competitie gespeeld. De beide kampioenen promoveren naar de Meesterklasse, de nummers negen en tien van beide poules degraderen naar de Tweede Klasse.
NB: De Eerste Klasse moet niet verward worden met de Eerste klasse dat tussen 1920 en 1942 het hoogste schaakniveau van Nederland was. De naam van die competitie is gewijzigd in Hoofdklasse en later in Meesterklasse.

## Geschiedenis
De Eerste Klasse zoals deze bestaat in huidige vorm is opgericht in 1950. Tot het seizoen 1949/50 was er slechts één landelijke divisie, de Hoofdklasse, met vier regionale groepen. De winnaars van die groepen kwamen tegen elkaar uit in een play-off om het landskampioenschap.
Op de bondsvergadering van de Schaakbond van 5 maart 1949 werd besloten om de Hoofdklasse om te vormen tot één divisie van acht tientallen, met daaronder twee parallelle divisies (Eerste klasse A en Eerste klasse B). Later werd besloten om onder de Eerste Klasse nog vier parallelle Tweede Klasse-divisies (A t/m D te introduceren.
Het seizoen 1950/51 was het eerste seizoen waarin deze nieuwe piramidale structuur intrede deed. De top-2 van elke Hoofdklasse-groep in het seizoen 1949/50 werd ingedeeld in deze nieuwe hoofdklasse. De overige teams daalden, afhankelijk van de prestaties, af naar de Eerste Klasse of de Tweede Klasse.
Per het seizoen 1971/72 werd het aantal teams in de Eerste Klasse uitgebreid tot twintig, tien per divisie.
Per het seizoen 1986/87 werd de Derde Klasse ingevoerd. De Tweede Klasse ging terug naar drie groepen. Dit had ook gevolgen voor de degradatieregeling in de Eerste Klasse. Niet langer degradeerden de nummers 9 en 10 van de A- en B-groep, maar uitsluitend nog de nummers 10 van beide groepen en de slechtste nummer 9. Per het seizoen werd de 1-2-4-8 piramide hersteld, zodat vanaf toen de twee nummers laatst weer afdaalden naar de Tweede Klasse. Sindsdien zijn er geen relevante wijzigingen geweest. 

## Kampioenen per seizoen
| Seizoen | Kampioen Eerste Klasse A                  | Kampioen Eerste Klasse B                  | Standen |
| ------- | ----------------------------------------- | ----------------------------------------- | ------- |
| 1950/51 | Discendo Discimus                         | Schaakvereniging Kralingen                |         |
| 1951/52 | Haarlemsch Schaakgezelschap               | Leidsch Schaakgenootschap                 |         |
| 1952/53 | Philidor Leeuwarden                       | Haagsche Christelijke Schaakvereniging    |         |
| 1953/54 | Haarlemsch Schaakgezelschap               | Strijdt met Beleid                        |         |
| 1954/55 | Staunton                                  | Nieuwe Rotterdamsche Schaakvereeniging    |         |
| 1955/56 | VVGA                                      | Schaakvereniging Rotterdam                |         |
| 1956/57 | Hilversums Schaakgenootschap              | Schaakvereniging Spangen                  |         |
| 1957/58 | VVGA                                      | Haagsche Christelijke Schaakvereniging    |         |
| 1958/59 | Staunton                                  | Schaakvereniging Spangen                  |         |
| 1959/60 | Eindhovense Schaakvereniging              | VAS II                                    |         |
| 1960/61 | Hilversums Schaakgenootschap              | Discendo Discimus                         |         |
| 1961/62 | Philidor Leeuwarden                       | Residentie Schaakclub                     |         |
| 1962/63 | VAS III                                   | Eindhovense SV                            |         |
| 1963/64 | Bussums Schaakgenootschap                 | Schaakclub Utrecht                        |         |
| 1964/65 | Arnhemse Schaakvereniging                 | Haagsche Christelijke Schaakvereniging    |         |
| 1965/66 | Schaakvereniging Unitas                   | Philidor (Leeuwarden)                     |         |
| 1966/67 | Schaakclub Watergraafsmeer                | Schaakvereniging Charlois                 |         |
| 1967/68 | Bussums Schaakgenootschap                 | Eindhovense Schaakvereniging              |         |
| 1968/69 | Het Oosten (Haarlem)                      | Haagse Moerwijk                           |         |
| 1969/70 | Schaakclub Utrecht                        | Leidsch Schaakgenootschap                 |         |
| 1970/71 | Bussums Schaakgenootschap                 | Discendo Discimus                         |         |
| 1971/72 | Schaakvereniging Unitas                   | Schaakvereniging Charlois                 |         |
| 1972/73 | Philidor (Leeuwarden)                     | Schaakclub Utrecht                        |         |
| 1973/74 | Schaakclub Groningen                      | VHS                                       |         |
| 1974/75 | Bussums Schaakgenootschap                 | Schaakvereniging Rotterdam                |         |
| 1975/76 | VHS                                       | VAS/ASC                                   |         |
| 1976/77 | MEMO                                      | Discendo Discimus                         |         |
| 1977/78 | Schaakclub Groningen                      | Eindhovense Schaakvereniging              |         |
| 1978/79 | MEMO                                      | Philidor Leiden                           |         |
| 1979/80 | CVI/Utrecht                               | Leidsch Schaakgenootschap                 |         |
| 1980/81 | HWP Zaanstad                              | Discendo Discimus                         |         |
| 1981/82 | Hilversums Schaakgenootschap              | Eindhovense Schaakvereniging              |         |
| 1982/83 | Amstelveen                                | De Variant                                |         |
| 1983/84 | Bussums Schaakgenootschap                 | Strijdt met Beleid                        |         |
| 1984/85 | Koningsclub                               | Schaakclub Utrecht                        |         |
| 1985/86 | Discendo Discimus                         | Schaakclub Groningen                      |         |
| 1986/87 | Volmac/Rotterdam II                       | Schaakclub Utrecht                        |         |
| 1987/88 | Hilversums Schaakgenootschap              | Discendo Discimus                         |         |
| 1988/89 | Schaakclub Utrecht                        | De Variant Breda                          |         |
| 1989/90 | Bussums Schaakgenootschap                 | Eindhovense Schaakvereniging              |         |
| 1990/91 | Schaakclub Watergraafsmeer                | Volmac/Rotterdam II                       |         |
| 1991/92 | HWP Zaanstad                              | Discendo Discimus                         |         |
| 1992/93 | Philidor (Leeuwarden)                     | Baldwin BSG                               |         |
| 1993/94 | HWP Zaanstad                              | Ortec/CSV                                 |         |
| 1994/95 | Philidor (Leeuwarden)                     | Schaakclub Utrecht                        |         |
| 1995/96 | Leidsch Schaakgenootschap                 | HWP Sas van Gent                          |         |
| 1996/97 | Schaakclub Groningen                      | Panfox/De Variant II                      |         |
| 1997/98 | ESGOO                                     | DCG                                       |         |
| 1998/99 | Leidsch Schaakgenootschap                 | Schaakvereniging Rotterdam                |         |
| 1999/00 | Schaakstad Apeldoorn                      | Panfox/De Variant II                      |         |
| 2000/01 | Schaakclub Groningen                      | HWP Sas van Gent                          |         |
| 2001/02 | Strijdt met Beleid                        | Schaakclub Utrecht                        |         |
| 2002/03 | Schaakclub Utrecht II                     | HWP Sas van Gent                          |         |
| 2003/04 | Schaakclub Groningen                      | HMC Calder                                |         |
| 2004/05 | Homburg Apeldoorn                         | De Stukkenjagers                          |         |
| 2005/06 | Zukertort Amstelveen                      | Schaakclub Utrecht                        |         |
| 2006/07 | Leidsch Schaakgenootschap II              | HWP Sas van Gent                          |         |
| 2007/08 | Bussums Schaakgenootschap                 | SV Voerendaal                             |         |
| 2008/09 | Strijdt met Beleid                        | HWP Sas van Gent                          |         |
| 2009/10 | Caïssa                                    | SV Voerendaal                             |         |
| 2010/11 | Bussums Schaakgenootschap                 | De Stukkenjagers                          |         |
| 2011/12 | En Passant                                | Kennemer Combinatie                       |         |
| 2012/13 | Schaakvereniging Dr. Max Euwe             | Leidsch Schaakgenootschap                 |         |
| 2013/14 | SISSA                                     | Charlois Europoort                        |         |
| 2014/15 | Kennemer Combinatie                       | HWP Sas van Gent                          |         |
| 2015/16 | Groninger Combinatie                      | eFXO Apeldoorn                            |         |
| 2016/17 | Bussums Schaakgenootschap                 | SV Voerendaal                             |         |
| 2017/18 | Charlois Europoort                        | De Stukkenjagers                          |         |
| 2018/19 | Groninger Combinatie                      | Caïssa                                    |         |
| 2019/20 | Geen kampioen i.v.m. coronapandemie       | Geen kampioen i.v.m. coronapandemie       |         |
| 2020/21 | Geen competitie i.v.m. de coronapandemie. | Geen competitie i.v.m. de coronapandemie. |         |
| 2021/22 | SV Paul Keres                             | De Stukkenjagers                          |         |
| 2022/23 | De Waagtoren                              | HMC Den Bosch                             |         |
| 2023/24 | HWP Sas van Gent                          | De Stukkenjagers                          |         |
| 2024/25 | HWP Haarlem                               | HMC Den Bosch                             |         |

## Top-10 kampioenschappen per club
| #  | Club                         | Aantal | Opm.                                    |
| -- | ---------------------------- | ------ | --------------------------------------- |
| 1  | Schaakclub Utrecht           | 11     | Inclusief eenmaal door het tweede team  |
| 2  | Bussums Schaakgenootschap    | 10     |                                         |
| 3  | Discendo Discimus            | 8      |                                         |
| 4  | HWP Sas van Gent             | 7      |                                         |
| 4  | Leidsch Schaakgenootschap    | 7      |                                         |
| 6  | Eindhovense Schaakvereniging | 6      |                                         |
| 6  | Philidor Leeuwarden          | 6      |                                         |
| 6  | Schaakclub Groningen         | 6      |                                         |
| 9  | De Stukkenjagers             | 5      |                                         |
| 10 | Hilversums Schaakgenootschap | 4      |                                         |
| 10 | Strijdt met Beleid           | 4      |                                         |
| 10 | De Variant Breda             | 4      | Inclusief tweemaal door het tweede team |